# Сан-Бриссуш

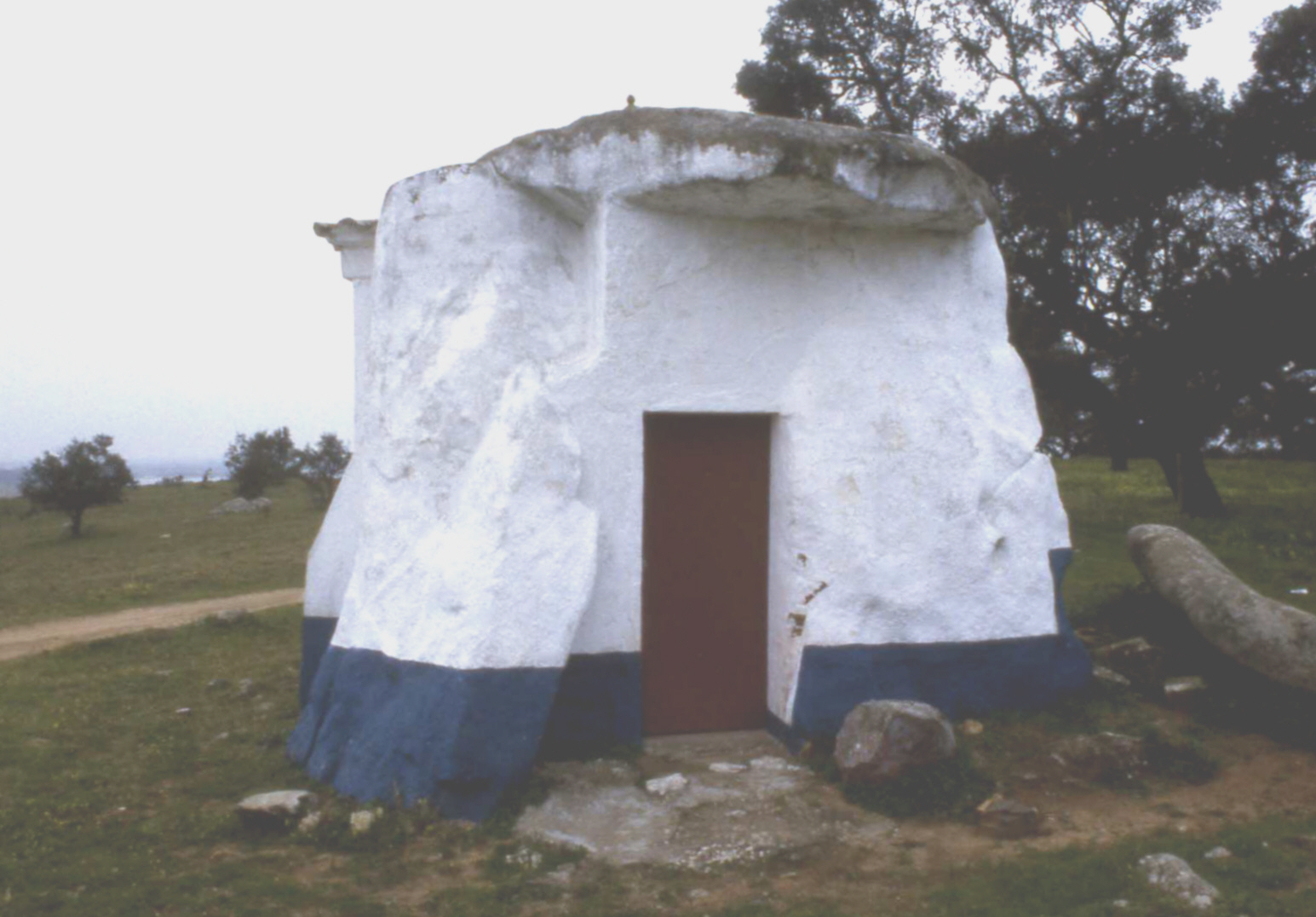
Перестроенный в часовню дольмен Сан-Бриссуш

Сан-Бриссуш (порт. São Brissos) — дольмен, позднее перестроенный в католическую часовню Богоматери Освобождающей (Nossa Senhora do Livramento). Находится между деревнями Валверде (Valverde) и Эшкурал (Escoural) в округе Бежа в Португалии.
По-видимому, перестройка произошла в XVII веке. К дольмену был пристроен вестибюль, одна из несущих монолитных плит (находившаяся на месте нынешнего входа) была при этом отодвинута и в настоящее время лежит в стороне. Коридор дольмена, а также насыпь, которыми обычно покрывались дольмены в Португалии, бесследно исчезли. Дольмен (как и нынешняя часовня) был ориентирован на юго-запад, что необычно для дольменов.
Сан-Бриссуш является не единственным примером доисторического дольмена, перестроенного в христианское культовое сооружение. Известны и другие примеры. В Португалии это:
- дольмен у деревни Павия, перестроенный в часовню Сан-Диниш (Святого Дионисия)
- церковь Сан-Бенту-ду-Мату в округе Эвора
- церковь Св. Магдалины в Алкоберташ.

Во Франции — это часовня Святой Магдалины, надстроенная на дольмене у р. Вьен вблизи г. Конфолан (Confolens), в Ирландии — ораториум Холи-Айленд, внутри которого скрываются остатки сразу нескольких мегалитов, в Испании — церковь Санта-Крус (733 г.) в Кангас-де-Онис (Астурия).